# Der letzte Schuß (1956)
Der letzte Schuß (russisch Сорок первый Sorok perwy „Der Einundvierzigste“, auch deutscher Alternativtitel) ist ein sowjetischer Spielfilm in Sowcolor aus dem Jahr 1956 von Grigori Tschuchrai nach der gleichnamigen Novelle von Boris Lawrenjow von 1924. Die Handlung ist im Russischen Bürgerkrieg um 1919 in Zentralasien und auf dem Aralsee angesiedelt.

## Handlung
Eine kleine Einheit der Roten Armee im Russischen Bürgerkrieg, offenbar 1919, in der Nähe des Aralsees. Die Scharfschützin Marjutka der Roten Armee hat grade in einem Gefecht mit weißen Truppen ihren 40ten Gegner erschossen.
Auf dem Marsch durch die Wüste stoßen sie auf eine Karawane von Kirgisen, mit denen einige weiße Soldaten reisen und die mit Kamelen unterwegs ist. Der weiße Leutnant Govorukha-Otrok verteidigt sich hinter einem Kamel und wird von Marjutka beschossen. Sie glaubt schon, ihn getroffen zu haben und jubelt „Der Einundvierzigste“, als der Leutnant mit einer weißen Fahne am Gewehr hervortritt und sich ergibt.
Wie sich herausstellt, soll er eine äußerst wichtige Nachricht von Koltschak an Denikin überbringen. Der Politkommissar Jesjukow beschließt daher, dass der Leutnant in Begleitung von Marjutka und einigen anderen roten Soldaten so schnell wie möglich an eine vorgesetzte Dienststelle der Roten Armee übergeben werden soll. Sie übernachten in einem Kirgisendorf am Aralsee, wo sich das Mädchen Altynai in den Leutnant verliebt und ihm eine seiner Schulterklappen stiehlt. Marjutkas Gruppe besteigt ein kleines Segelboot und begibt sich an die Überfahrt über den See. Unterdessen haben die Vorgesetzten des Leutnants von dem Überfall auf den Transport erfahren und machen sich auf die Suche nach ihm.
Das Segelboot gerät in einen furchtbaren Sturm und wird entmastet. Bis auf Marjutka und Wadim werden die anderen Gruppenmitglieder über Bord gespült. Das Boot treibt auf den Strand einer kleinen Insel, auf der sich eine Unterkunft für Fischer befindet. Wadim erkrankt schwer, wird aber von Marjutka wieder gesund gepflegt. Trotz ihrer ideologischen Gegensätze verlieben sie sich ineinander.
Währenddessen stößt ein Suchtrupp der Weißen Armee auf das Dorf am Aralsee und beginnt, Hütten anzuzünden und den Dorfältesten zu vernehmen, um etwas über das Schicksal Wadims zu erfahren. Bei der Durchsuchung des Dorfes finden sie auch seine Schulterklappe, was sie als Beweis gedeutet wird, dass die Dorfbewohner etwas mit dem Verschwinden des Leutnants zu tun haben. Als der Dorfälteste erschossen werden soll, wirft sich Altynai zwischen ihn und das Erschießungskommando und erklärt offenbar die Herkunft der Schulterklappe. Sie wird von den Soldaten abgeführt.
Auf der Insel haben sich die Verliebten inzwischen eingerichtet. Da erscheint eines Tages ein Segel am Horizont. Wadim holt Marjutkas Gewehr und schießt in die Luft, um auf die Schiffbrüchigen aufmerksam zu machen. Als sich das Boot nähert, ist erkennbar, dass es weiße Soldaten sind. Wadim läuft vor Freude jubelnd durch die Brandung auf das Boot zu, Marjutka ergreift ihr Gewehr und ruft Wadim zu, stehen zu bleiben, doch er reagiert nicht und läuft weiter. Marjutka schießt, Wadim wird in den Rücken getroffen und sinkt sterbend, während er ungläubg ihren Namen stöhnt, in die Brandung. Marjutka ist über ihr eigenes Handeln entsetzt und schreit auf. Sie eilt zu ihm und will nicht glauben, dass er tot ist: Wadim ist doch „Der Einundvierzigste“.

## Produktion und Veröffentlichung
Lawrenjow war selbst Mitglied der Roten Armee; angeblich beruht seine Novelle auf Tatsachen bis hin zu den Namen von Marjutka und dem Leutnant.
Die erste Regiearbeit Tschuchrais erregte aufgrund der ungewöhnlichen Farbdramaturgie sowie der hochgelobten Kameraarbeit internationales Aufsehen und war der erste von drei Tauwetterfilmen Tschuchrais. Sein Werk war die zweite Verfilmung der Novelle. Die erste Verfilmung von 1926 benutzte schon ungewöhnliche Stilmittel, die hier offenbar übernommen wurden. In dieser Version wird noch gezeigt, wie das Boot der Weißen anlegt und Marjutka in Gefangenschaft gerät.
Die Uraufführung fand in der Sowjetunion am 15. Oktober 1956 statt und hatte dort über 25 Millionen Zuschauer. Die deutsche Synchronisation erfolgte durch die DEFA; die DDR-Premiere fand am 6. Juni 1957 im Berliner Kino Babylon in Anwesenheit der beiden Hauptdarsteller Oleg Strischenow und Nikolai Krjutschkow sowie des Regisseurs statt. Im Deutschen Fernsehfunk wurde der Film am 16. August 1957 ausgestrahlt. In der Bundesrepublik lief der Film unter dem Titel Der Einundvierzigste und hatte dort am 29. August 1958 durch den Europa-Verleih, Hamburg Premiere. Die Fernsehausstrahlung durch die ARD erfolgte am 22. Januar 1966.

## Synchronisation
| Rolle                                | Darsteller          | Synchronsprecher  |
| ------------------------------------ | ------------------- | ----------------- |
| Marjutka Filatowa                    | Isolda Iswizkaja    | Dorrit Lankenfeld |
| Wadim Nikolajewitsch Goworucha-Otrok | Oleg Strischenow    | Kurt Ulrich       |
| Jesjukow                             | Nikolai Krjutschkow | Erich Franz       |

## Auszeichnungen
- 1957: Internationale Filmfestspiele von Cannes 1957: Sonderpreis

## Kritik
Horst Reinecke meinte im Neuen Deutschland, dass es sich bei diesem Film um eine der schönsten und menschlich tiefsten Liebesgeschichten der Welt handelt.
Nach dem Lexikon des internationalen Films ist das ein sensibler Film, der stimmungsvoll bebildert ist.
„… ein Meisterwerk der sozialistischen Filmkunst …“ (Knietzsch, S. 310)